# Kerozin köz
A Kerozin köz (eredeti cím: Gasoline Alley) 2022-es amerikai akció-thriller Edward John Drake rendezésében. A főszerepben Devon Sawa, Bruce Willis és Luke Wilson látható.
Az Egyesült Államokban 2022. február 25-én jelent meg a Saban Films forgalmazásában.

## Cselekmény
Jimmy Jayne tetoválóművészt Bill Freeman és Freddy Vargas nyomozók hallgatják ki, akik prostituáltak tömeges meggyilkolása ügyében nyomoznak. Miután a legutóbbi helyszínen egy öngyújtót találnak, amelyen a műhelye neve szerepel, Jayne-re gyanakodnak. Kiderül, hogy Freeman egy emberkereskedő hálózat tagja, amely egy San Diegót Tijuanával összekötő alagúton keresztül működik. Jayne elmegy a helyre, és lövöldözés alakul ki egy mexikói raktárban; Jayne profi mesterlövészként megöl mindenkit, beleértve Freemant is. Felgyújtja az épületet és elhagyja a helyet.

## Szereplők
| Szerep           | Színész         | Magyar hang      |
| ---------------- | --------------- | ---------------- |
| Jimmy Jayne      | Devon Sawa      | Király Attila    |
| Bill Freeman     | Bruce Willis    | Dörner György    |
| Freddy Vargas    | Luke Wilson     | Széles Tamás     |
| Christine        | Kat Foster      | Bérces Gabriella |
| Eleanor Rogers   | Sufe Bradshaw   | Timkó Eszter     |
| Erasmus Alcindor | Johnny Dowers   | Tóth Roland      |
| Percy Muleeny    | Rick Salomon    | Törköly Levente  |
| Dennis Bourke    | Kenny Wormald   | Hajdu Tibor      |
| Frank Flosso     | Ash Adams       |                  |
| Star             | Irina Antonenko |                  |
| Kaiser, a kidobó | Vernon Davis    |                  |
| Lew Ferry        | Steve Eastin    | Kajtár Róbert    |
| Dr. Feelgood     | Tracy Curry     | Bolla Róbert     |

## Gyártás és megjelenés
A forgatás 2021 márciusában kezdődött a georgiai Tiftonban. 2021 júniusában a Saban Films megszerezte a film forgalmazási jogait.
2022. február 25.-én jelent meg a moziban és Video on Demand formában.

## Fogadtatás
A Rotten Tomatoes weboldalon 6%-os értékelést szerzett, 16 kritika alapján.